# Виртуальный забег
Виртуальный забег, также онлайн-забег (англ. virtual race) — это спортивное беговое мероприятие, отличающееся от традиционной формы проведения забегов отсутствием всех участников в одном месте и единой трассы для всех участников, а также тем что результаты забега определяются с помощью переданных участниками телеметрических данных своего забега.

## История
Предпосылки к появлению виртуальных забегов появились в начале второго десятилетия XXI века, с появлением спортивных приложений-трекеров  для смартфонов и дальнейшим их развитием, таких как Strava, Runtastic, Racejoy от RunSignup и других, способных отследить телеметрические данные участника, с помощью которых организаторы могли достоверно проверить участников, пробежали ли они необходимую дистанцию. Изначально виртуальные забеги появились как дополнение к уже существующим забегам, для тех участников, кто не смог приехать к месту проведения забега. Организаторы включали их в общую таблицу результатов, после того как участники присылали им свои т.н. «треки» – телеметрические данные во время забега. В дальнейшем, в том числе из-за массовой отмены забегов в связи с мерами, направленных против всемирной пандемии COVID-19, виртуальные забеги стали набирать самостоятельную популярность. Существуют также т. н «челленджи» – забеги с определенной целью или условием, например, пробежать столько километров, сколько участнику лет или слушать во время забега определенную музыку и другие,  а также существуют благотворительные виртуальные забеги, не ограничивающие дистанцию забега, сбор средств которых идет на определенную благотворительную цель. В 2019 году было анонсирована виртуальная часть Нью-Йоркского марафона.

## Дистанция
Дистанция виртуальных забегов не ограничена, однако, в основном это длинные дистанции. Среди самых популярных видов:
- забег на 5 км[англ.];
- забег на 10 км[англ.];
- полумарафон;
- марафон.